# Microryzomys minutus
Microryzomys minutus é uma espécie de roedor da família Muridae.
Pode ser encontrada nos seguintes países: Bolívia, Colômbia, Equador, Peru e Venezuela.